# جانيت بويل
جانيت بويل (بالإنجليزية: Janet Boyle) هي منافسة ألعاب القوى بريطانية، ولدت في 25 يوليو 1963.

## وصلات خارجية
- جانيت بويل على موقع الاتحاد الدولي لألعاب القوى (الإنجليزية)
- جانيت بويل على موقع ThePowerOf10.info (الإنجليزية)
- جانيت بويل على موقع اللجنة الأولمبية الدولية (الإنجليزية)
- جانيت بويل على موقع أوليمبيديا (الإنجليزية)
- جانيت بويل على موقع اللجنة الأولمبية البريطانية (الإنجليزية)
- جانيت بويل على موقع اتحاد ألعاب الكومنولث (مؤرشف) (الإنجليزية)